# جيرو أبنينس 2021
جيرو أبنينس 2021 (بالإيطالية: Giro dell'Appennino 2021)‏ هو سباق دراجات هوائية من فئة سباق يوم واحد، وهو الموسم رقم 82 من جيرو أبنينس، وأقيم في 24 يونيو 2021، وامتدّ لمسافة 192.1 كيلومتر، وهو أحد سباقات طواف أوروبا للدراجات 2021، وشارك فيه 127 متسابقاً ووصل إلى نهايته 94 متسابقاً.
فاز بالمركز الأول بن هيرمانز، وبالمركز الثاني فاليريو كونتي، وبالمركز الثالث إنريكو باتاغلين.

## الفرق
| فرق عالمية (3)- Ineos Grenadiers - Israel Start-Up Nation - UAE Team Emirates فرق برو (6)- 2021 أندروني جوكاتولي-سيدرمك ‏ - Arkéa-Samsic - Bardiani CSF Faizanè - فريق إيولو كوميت لركوب الدراجات 2021 ‏ - غازبروم روسفيلو 2021 ‏ - 2021 ويلير تريستينا-سيل إيطاليا ‏ فرق قارية (8)- أموري وفيتا - برودير 2021 ‏ - بلترامي تي إس أيه–تري كولي 2021 ‏ - D'Amico–UM Tools ‏ - جيوتي فيكتوريا سافيني ديو 2021 ‏ - Sias–Rime ‏ - MG.K vis Colors for Peace ‏ - تيم كيوبكا 2021 ‏ - Sam–Vitalcare–Dynatek ‏ فرق وطنية (2)- فريق كولومبيا لركوب الدراجات للرجال 2021‏ - فريق إيطاليا لركوب الدراجات للرجال 2021 ‏ |  |
| |  |

## التصنيف العام النهائي
| التصنيف العام         | التصنيف العام     | التصنيف العام | التصنيف العام           | التصنيف العام |
| العداء                | العداء            | البلد         | الفريق                  | الوقت         |
| --------------------- | ----------------- | ------------- | ----------------------- | ------------- |
| 1                     | بن هيرمانز        | بلجيكا        | Israel Start-Up Nation  | 4 س 50 د 22 ث |
| 2                     | فاليريو كونتي     | إيطاليا       | فريق الإمارات           | + 30 ث        |
| 3                     | إنريكو باتاغلين   | إيطاليا       | Bardiani CSF Faizanè    | + 30 ث        |
| 4                     | بيترو فيلاسكو     | إيطاليا       | Gazprom-RusVelo         | + 30 ث        |
| 5                     | جان بولانك        | سلوفينيا      | فريق الإمارات           | + 31 ث        |
| 6                     | هنوك مولوبرهان ‏   | إريتريا       | Qhubeka NextHash        | + 31 ث        |
| 7                     | دييغو يليسي       | إيطاليا       | فريق الإمارات           | + 31 ث        |
| 8                     | لوكا شيريكو       | إيطاليا       | أندروني جوكاتولي-سيدرمك | + 31 ث        |
| 9                     | Alejandro Ropero ‏ | إسبانيا       | Eolo-Kometa             | + 31 ث        |
| 10                    | إدواردو سيبولفيدا | الأرجنتين     | أندروني جوكاتولي-سيدرمك | + 31 ث        |
| مصدر: ProCyclingStats |                   |               |                         |               |

## وصلات خارجية
- الموقع الرسمي
- لمحة عن سباق جيرو أبنينس 2021 على موقع  ProCyclingStats   (برو  سايكلنج  ستاتس) - إحصاءات  محترفي  الدراجات.
- جيرو أبنينس 2021 على موقع إحصائيات الدراجات الإحترافية (الإنجليزية)